# Glaser-Dirks DG-600
DG-600 je enosedežno jadralno letalo nemškega proizvajalca Glaser-Dirks (pozneje DG Flugzeugbau). Je naslednik DG-202 in DG-400. DG-600 ima precej podoben trup , kot DG-400, precej podobna je tudi instrumentalna plošča in pokrov kabine. DG-600 ima flaperone, ki hkrati služijo kot zakrilca in krilca. 
Krilo je tanjše in ima večjo vitkost kot predhodniki. S tem se izboljšajo sposobnosti letala pri višjih hitrostih, pri nižjih hitrostih pa ta zasnova prinaša slabše sposobnosti in tudi večjo nevarnost izgube vzgona. Posledično letalo zahteva večjo hitrost v kroženju, zaradi česar je v kroženju v vzgorniku z več letali (značilno za tekmovanja) na slabšem, poleg tega pa je pri nizkih hitrostih potrebno zelo čisto letenje s čim manj popravki, sicer trpi hitrost vzpenjanja v vzgorniku. Najbolj občutljiva je bila prvotna konfiguracija z razponom kril 15 m, pri kateri je ob prenizki hitrosti lahko prišlo do nenadne izgube vzgona. Podobne težave sta imeli tudi letali ASW-24 in LS7, ki sta imeli zelo podoben profil krila. Kasnejše verzije z razponom 17 in 18 m so te pomanjkljivosti precej zmanjšale, kar pa ni izboljšalo slabega mnenja o letalu. Neugodno obnašanje letala pri nizkih hitrostih in kasnejše uničenje kalupov v požaru je botrovalo sorazmerno nizkemu številu proizvedenih letal - 114.

## Verzije
- DG-600/15 - originalna verzija s 15-metrskim razponom
- DG-600/17 - verzija z 17-metrskim razponom (kasneje povečan na 18 m)
- DG-600M   - z Rotax 275 motorjem za samostojno vzletanje
- DG-600/18
- DG-600/18M

## Specifikacije
za kasnejše verzije DG-600
|                                   | DG-600/15       | DG-600/18       |
| --------------------------------- | --------------- | --------------- |
| Posadka                           | 1               | 1               |
| Prvi let                          | 14. januar 1992 | 14. januar 1992 |
| Razred                            | FAI 15 m        | FAI 18 m        |
| Razpon kril                       | 15 m            | 18 m            |
| Dolžina                           | 6,83 m          | 6,83 m          |
| Površina kril                     | 10,95 m2        | 11,81 m2        |
| Vitkost                           | 20,55           | 27,42           |
| Prazna teža                       | 257 kg          | 262 kg          |
| Maks. teža                        | 525 kg          | 480 kg          |
| Vodni balasta                     | 180 kg          | 180 kg          |
| Obremenitev kril (največji tovor) | 47,9 kg/m2      | 40,6 kg/m2      |
| Hitrost izgube vzgona             | 64 km/h         | 62 km/h         |
| Hitrost padanja                   | 0,56 m/s        | 0,49 m/s        |
| Razmerje vzgon/upor (L/D)         | 45              | 50              |